# Spellbound (film, 2011)
Pour les articles homonymes, voir Spellbound.
Pour plus de détails, voir Fiche technique et Distribution.
Spellbound (hangeul : 오싹한 연애, RR : Ossakhan Yeonae, « romance réfrigérée ») est une comédie fantastico-romantique sud-coréenne réalisée par Hwang In-ho, sortie en 2011.

## Synopsis
Jo-goo est un jeune magicien un peu maladroit qui se produit dans la rue. Un jour, à la fin de l'une de ses représentations, Jo-goo fait la rencontre d'une spectatrice dubitative, Kang Yeo-ri. Cette dernière devient rapidement son assistante. Or, ce dernier ignore son secret : hantée par la mort de sa meilleure amie, Yeo-ri a le pouvoir de voir les fantômes...

## Fiche technique
- Titre original : 오싹한 연애
- Titre international : Spellbound
- Réalisation : Hwang In-ho
- Scénario : Hwang In-ho
- Photographie : Lee Doo-man
- Montage : Steve M. Choe
- Musique : Lee Jae-jin
- Production : An Young-jin
- Société de distribution : CJ Entertainment
- Pays d'origine :  Corée du Sud
- Langue originale : coréen
- Genre : Comédie romantique, comédie horrifique et fantastique
- Durée : 114 minutes
- Date de sortie :
  - Corée du Sud : 1er décembre 2011

## Distribution
- Son Ye-jin : Kang Yeo-ri
- Lee Min-ki : Ma Jo-goo
- Park Chul-min : Pil-dong
- Kim Hyun-sook : Min-jung
- Lee Mi-do : Yoo-jin
- Yoon Ji-min : Seon-woo
- Lee Hyun-jin : Ki-woo
- Hwang Seung-eon : Lee Joo-hee
- Uhm Tae-goo : le producteur du spectacle de magie